# Mała Wełna
Mała Wełna (Wełenka, Wełnica, Fosa) – rzeka w Polsce, lewy dopływ Wełny o długości 85,85 km i powierzchni dorzecza 688 km². 
Rzeka płynie na Pojezierzach Gnieźnieńskim i Chodzieskim wąską, przeważnie bezleśną doliną. IMiGW w Poznaniu za źródło rzeki podaje okolice przysiółka Chwałkówko (ok. 6 km na pd. od Łubowa), natomiast Rejonowy Zarząd Melioracji i Urządzeń Wodnych w Gnieźnie – obszar pomiędzy wsiami Strychowo i Rzegnowo, ok. 7 km na zach. od Gniezna; lokalizacje te są oddalone od siebie o ok. 10 km. Przepływa szereg drobnych jezior m.in.: Jezioro Owieczki, Jezioro Mistrzewskie, Jezioro Budziszewskie, Jezioro Kłeckie oraz przez miejscowości Łubowo, Kiszkowo, Działyń, Kłecko, Skoki, Rogoźno, gdzie uchodzi do Wełny.